# Sergio Álvarez Díaz
Sergio Álvarez Díaz (Avilés, Asturias, España, 23 de enero de 1992) es un futbolista español que juega de centrocampista en la S. D. Eibar de la Segunda División de España.

## Trayectoria
Se inició en el fútbol base del Colegio Nuestra Señora del Buen Consejo, desde donde pasó a los equipos inferiores del Real Avilés y, de ahí, a la cantera del Real Sporting de Gijón en categoría infantil. En la temporada 2009-10 se incorporó al Real Sporting de Gijón "B", de la Segunda División B, cuando contaba con diecisiete años.
El 16 de mayo de 2010 debutó con el primer equipo del Sporting, vistiendo el dorsal n.º 37, en los Campos de Sport de El Sardinero frente al Real Racing Club de Santander; este hecho lo convirtió —momentáneamente, ya que el récord le fue arrebatado por su compañero Juan Muñiz en ese mismo partido— en el segundo jugador más joven de la historia del club en debutar en un partido oficial de Liga, solo por detrás de Emilio Blanco.
El 26 de julio de 2018 se anunció su traspaso a la S. D. Eibar a cambio de 4 millones de euros.

## Selección nacional
Fue internacional con España en la categoría sub-18, con la que se proclamó campeón de la XXXVI edición de la Copa del Atlántico, celebrada en 2010.

## Clubes
| Club                       | País   | Año       |
| -------------------------- | ------ | --------- |
| Real Sporting de Gijón "B" | España | 2009-2011 |
| Real Sporting de Gijón     | España | 2011-2012 |
| Real Sporting de Gijón "B" | España | 2012-2013 |
| Real Sporting de Gijón     | España | 2013-2018 |
| S. D. Eibar                | España | 2018-     |